# Concours international de violoncelle Pablo-Casals
Le Concours international de violoncelle Pablo-Casals est un prestigieux concours de musique classique consacré au violoncelle et créé à la mémoire de Pablo Casals. Organisé pendant de nombreuses années par le Festival de Prades, il est depuis 2000 sous la responsabilité de l'Académie Kronberg et a lieu tous les quatre ans dans la ville de Kronberg im Taunus et de Francfort-sur-le-Main en Allemagne.

## Historique
Ce concours généralement composé d'un jury prestigieux est placé sous le patronage de Marta Casals Istomin, la veuve du violoncelliste. Il a pour mission de révéler de jeunes violoncellistes talentueux en leur offrant, en plus d'un prix, la possibilité de jouer lors d'évènements musicaux prestigieux durant la période suivant l'attribution du prix.

## Liste des premiers prix du concours
- 1959 : Anner Bylsma
- 1963 : Miklós Perényi
- 1992 : Young Chang Cho
- 2000 : Claudio Bohórquez
- 2004 : Lázló Fenyö
- 2008 :